# Croonian Lecture

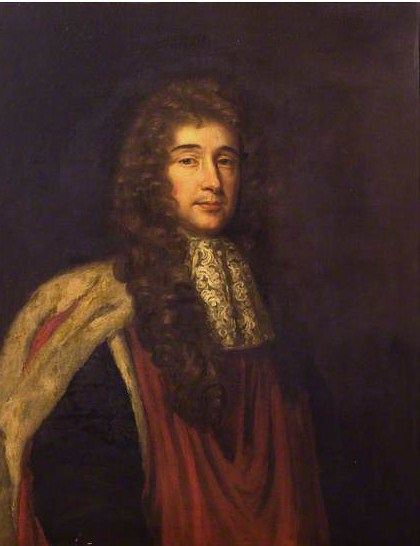
Portrait de William Croone, par Mary Beale en 1680

La Croonian Lecture est une prestigieuse leçon magistrale donnée tous les ans sur l'invitation de la Royal Society ou du Collège royal des médecins de Londres.
À la mort de William Croone survenue en 1684, on trouva parmi ses papiers un plan de dotation d'un cours magistral aussi bien à la Royal Society qu'au Collège royal des médecins.
En 1701, son épouse veilla à l'exécution de cette clause en spécifiant que la somme serait destinée à financer une « conférence relatant une expérience illustrative ayant permis l'avancement des connaissances sur les « mouvements locaux », ou (le cas échéant) sur d'autres sujets qui, selon l'opinion du Président en exercice, seraient de nature à promouvoir les buts que la Royal Society s'était fixés. »
C'est Alexander Stuart qui inaugura en 1738 cette série de conférences avec une leçon sur les mouvements du muscle cardiaque.

## Liste chronologique des orateurs

### XVIIIesiècle
- 1738 : Alexander Stuart (v. 1673-1742)
- 1739 : Frank Nicholls (1699-1788)
- 1740 : Alexander Stuart (v. 1673-1742)
- 1741 : James Douglas (1675-1742)
- 1742 : James Douglas (1675-1742)
- 1743 : pas de leçon
- 1744 : James Parsons (1705-1770)
- 1745 : James Parsons (1705-1770)
- 1746 : James Parsons (1705-1770)
- 1747 : Browne Langrish (?-1759)
- 1748 : pas de leçon
- 1749 : pas de leçon
- 1750 : James Parsons (1705-1770)
- 1751 : James Parsons (1705-1770)
- 1752 : non archivé
- 1753 : non archivé
- 1754 à 1758 : Charles Morton (1716-1799)
- 1759 : non archivé
- 1760 : non archivé
- 1761 : Charles Morton (1716-1799) (?)
- 1762 à 1774 : non archivé
- 1775 à 1780 : John Hunter (v. 1754-1809)
- 1781 : John Hunter (v. 1754-1809)
- 1782 : John Hunter (v. 1754-1809)
- 1783 : non archivé
- 1784 : Samuel Foart Simmons (1750-1813)
- 1785 : Edward Whitaker Gray (1748-1806)
- 1786 : Edward Whitaker Gray (1748-1806)
- 1787 : George Fordyce (1736-1802)
- 1788 : Sir Gilbert Blane (1749-1834)
- 1789 : Sir William Blizard (1743-1835)
- 1790 : Sir Everard Home (1756-1832)
- 1791 : Matthew Baillie (1761-1823)
- 1792 : non archivé
- 1793 : Sir Everard Home (1756-1832)
- 1794 : Sir Everard Home (1756-1832)
- 1795 : Sir Everard Home (1756-1832)
- 1796 : Sir Everard Home (1756-1832)
- 1797 : John Abernethy (1764-1831)
- 1798 : Sir Everard Home (1756-1832)
- 1799 : Sir Everard Home (1756-1832)
- 1800 : Sir Everard Home (1756-1832)

### XIXesiècle
- 1801 : Sir Everard Home (1756-1832)
- 1802 : non archivé
- 1803 : John Pearson (1758-1826)
- 1804 : Anthony Carlisle (1768-1842)
- 1805 : Anthony Carlisle (1768-1842)
- 1806 : John Pearson (1758-1826)
- 1807 : Anthony Carlisle (1768-1842)
- 1808 : Thomas Young (1773-1829)
- 1809 : William Hyde Wollaston (1766-1828)
- 1810 : Sir Benjamin Collins Brodie (1783-1862)
- 1811 : non archivé
- 1812 : non archivé
- 1813 : Sir Benjamin Collins Brodie (1783-1862)
- 1814 : non archivé
- 1815 : non archivé
- 1816 : non archivé
- 1817 : Sir Everard Home (1756-1832)
- 1818 : Sir Everard Home (1756-1832)
- 1819 : Sir Everard Home (1756-1832)
- 1820 : Sir Everard Home (1756-1832)
- 1821 : Sir Everard Home (1756-1832)
- 1822 : Sir Everard Home (1756-1832)
- 1823 : Sir Everard Home (1756-1832)
- 1824 : Sir Everard Home (1756-1832)
- 1825 : Sir Everard Home (1756-1832)
- 1826 : Sir Everard Home (1756-1832)
- 1827 : Sir Everard Home (1756-1832)
- 1828 : leçon non attribuée
- 1829 : Sir Everard Home (1756-1832)
- 1830 à 1849 : leçon non attribuée
- 1850 : Leçon non attribuée
- 1851 : Sir Richard Owen (1804-1892)
- 1852 : Leçon non attribuée
- 1853 : Leçon non attribuée
- 1854 : Leçon non attribuée
- 1855 : Leçon non attribuée
- 1856 : Leçon non attribuée
- 1857 : Sir James Paget (1814-1899)
- 1858 : Thomas Henry Huxley (1825-1895)
- 1859 : Leçon non attribuée
- 1860 : James Bell Pettigrew (1834-1908)
- 1861 : Charles-Édouard Brown-Séquard (1817-1894)
- 1862 : Albert von Kolliker (1817-1905)
- 1863 : Joseph Lister (1827-1912)
- 1864 : Hermann Ludwig von Helmholtz (1821-1894)
- 1865 : Lionel Smith Beale (1828-1906)
- 1866 : Leçon non attribuée
- 1867 : John Scott Burdon-Sanderson (1828-1905)
- 1868 : Leçon non attribuée
- 1869 : Leçon non attribuée
- 1870 : Augustus Volney Waller (1816-1870)
- 1871 : Leçon non attribuée
- 1872 : Leçon non attribuée
- 1873 : Sir Benjamin Ward Richardson (1828-1896)
- 1874 : David Ferrier (1843-1924)
- 1875 : David Ferrier (1843-1924)
- 1876 : George Romanes (1848-1894)
- 1877 : John Scott Burdon-Sanderson (1828-1905) & F.J.M. Page
- 1878 : Henry Nottidge Moseley (1844-1891)
- 1879 : William Kitchen Parker (1823-1890)
- 1880 : Samuel Haughton (1821-1897)
- 1881 : George Romanes (1848-1894) et James Cossar Ewart (1851-1933)
- 1882 : Walter Holbrook Gaskell (1847-1914)
- 1883 : Henry Newell Martin (1848-1893)
- 1884 : Leçon non attribuée
- 1885 : Leçon non attribuée
- 1886 : Leonard Charles Wooldridge
- 1887 : Harry Govier Seeley (1839-1909)
- 1888 : Wilhelm Friedrich Kühne (1837-1900)
- 1889 : Émile Roux (1853-1933)
- 1890 : Harry Marshall Ward (1854-1906)
- 1891 : Francis Gotch (1853-1913) & Sir Victor Horsley (1857-1916)
- 1892 : Angelo Mosso (1846-1910)
- 1893 : Rudolph Ludwig Karl Virchow (1821-1902)
- 1894 : Santiago Ramón y Cajal (1852-1934)
- 1895 : Theodor Wilhelm Engelmann (1843-1909)
- 1896 : Augustus Desiré Waller (1856-1922)
- 1897 : Sir Charles Scott Sherrington (1857-1952)
- 1898 : Wilhelm Friedrich Philipp Pfeffer (1845-1920)
- 1899 : John Scott Burdon-Sanderson (1828-1905)
- 1900 : Paul Ehrlich (1854-1915)

### XXesiècle
- 1901 : Conwy Lloyd Morgan (1852-1936)
- 1902 : Arthur Gamgee (1841-1909)
- 1903 : Kliment Arkadyevich Timiriazev (1843-1920)
- 1904 : Ernest Henry Starling (1866-1927) et William Maddock Bayliss
- 1905 : Sir William Bate Hardy (1864-1934)
- 1906 : John Newport Langley (1852-1925)
- 1907 : Sir John Bretland Farmer (1865-1944)
- 1908 : Gustaf Magnus Retzius (1842-1919)
- 1909 : Sir Edward Albert Sharpey-Schafer (1850-1935)
- 1910 : Georg Albrecht Klebs (1857-1913)
- 1911 : Thomas Gregor Brodie (1866-1916)
- 1912 : Keith Lucas (1879-1916)
- 1913 : Robert Broom (1866-1951)
- 1914 : Edmund Beecher Wilson (1856-1939)
- 1915 : Sir Walter Morley Fletcher (1873-1933) et Sir Frederick Gowland Hopkins (1861-1947)
- 1916 : Sydney John Hickson (1859-1940)
- 1917 : Sir Thomas Lewis (1881-1945)
- 1918 : Walter Bradford Cannon (1871-1945)
- 1919 : Sir Henry Hallett Dale (1875-1968)
- 1920 : William Bateson (1861-1926)
- 1921 : Sir Henry Head (1861-1940)
- 1922 : Thomas Hunt Morgan (1866-1945)
- 1923 : Frederick Frost Blackman (1866-1947)
- 1924 : David Meredith Seares Watson (1886-1973)
- 1925 : Rudolf Magnus (1873-1927)
- 1926 : Archibald Vivian Hill (1886-1977)
- 1927 : Hans Spemann (1869-1941)
- 1928 : Ivan Petrovitch Pavlov (1849-1936)
- 1929 : James Peter Hill (1873-1954)
- 1930 : Jules Jean Baptiste Vincent Bordet (1870-1961)
- 1931 : Edgar Adrian, 1er baron Adrian (1889-1977)
- 1932 : Davidson Black (1884-1934)
- 1933 : Ross Granville Harrison (1870-1959)
- 1934 : David Keilin (1887-1963)
- 1935 : Sir Joseph Barcroft (1872-1947)
- 1936 : Francis Hugh Adam Marshall (1878-1949)
- 1937 : Henry Horatio Dixon (1869-1953)
- 1938 : Alfred Newton Richards (1876-1966)
- 1939 : Sir James Gray (1891-1975)
- 1940 : August Krogh (1875-1949)
- 1941 : William Whiteman Carlton Topley (1866-1944)
- 1942 : Lancelot Hogben (1895-1975)
- 1943 : Sir Edward Mellanby (1884-1955)
- 1944 : Sir Charles Robert Harington (1897-1972)
- 1945 : William Thomas Astbury (1898-1961)
- 1946 : John Burdon Sanderson Haldane (1892-1964)
- 1947 : Ernest Basil Verney (1894-1967)
- 1948 : Sir Vincent Wigglesworth (1899-1994)
- 1949 : Detlev Wulf Bronk (1897-1975)
- 1950 : Sir Frank Macfarlane Burnet (1899-1985)
- 1951 : Sir Rudolph Peters (1889-1982)
- 1952 : Carl Frederick Abel Pantin (1899-1967)
- 1953 : Sir Ronald Aylmer Fisher (1890-1962)
- 1954 : Howard Florey (1898-1968)
- 1955 : Charles Herbert Best (1899-1978)
- 1956 : Sir Frederic Charles Bartlett (1886-1969)
- 1957 : Alan Lloyd Hodgkin (1914-1998)
- 1958 : Sir Peter Brian Medawar (1915-1987)
- 1959 : Walter Thomas James Morgan (1900-2003)
- 1960 : Sir Harry Godwin (1901-1985)
- 1961 : Bernard Katz (1911-2003)
- 1962 : Sir Frank George Young (1908-1988)
- 1963 : Hans Adolf Krebs (1900-1981)
- 1964 : George Lindor Brown (1903-1971)
- 1965 : John Zachary Young (1907-1997)
- 1966 : Francis Harry Compton Crick (1916-2004)
- 1967 : Sir Andrew Fielding Huxley (1917-)
- 1968 : Max Ferdinand Perutz (1914-2002)
- 1969 : Frederick Campion Steward (1904-1993)
- 1970 : Hugh Esmor Huxley (1924-)
- 1971 : Sir Henry Harris (1925-)
- 1972 : Nikolaas Tinbergen (1907-1988)
- 1973 : Sir Eric James Denton
- 1974 : John Heslop-Harrison (1920-1998)
- 1975 : Frederick Sanger (1918-2013)
- 1976 : Sir John Bertrand Gurdon (1933-)
- 1977 : John William Sutton Pringle
- 1978 : Michael Abercrombie (1912-1979)
- 1979 : Setsuro Ebashi (1922-2006)
- 1980 : Rodney Robert Porter (1917-1985)
- 1981 : Harold Garnet Callan (1917-1993)
- 1982 : Seymour Benzer (1921-2007)
- 1983 : Richard Darwin Keynes (1919-)
- 1984 : Samuel Victor Perry
- 1985 : Robert McCredie May, Baron May d'Oxford (1936-)
- 1986 : Sydney Brenner (1927-2019)
- 1987 : Peter Dennis Mitchell (1920-1992)
- 1988 : Sir Michael John Berridge (1938-)
- 1989 : Cesar Milstein (1927-2002)
- 1990 : Robert Hinde (1923-)
- 1991 : Anthony David Bradshaw
- 1992 : Jacques Miller (1931-)
- 1993 : Sir John Robert Vane (1927-2004)
- 1994 : Sir Roy Malcolm Anderson (1947-)
- 1995 : Sir Thomas Richard Edmund Southwood (1931-2005)
- 1996 : Tomas Robert Lindahl
- 1997 : Anthony R. Hunter
- 1998 : Philip Cohen
- 1999 : Hugh Reginald Brentnall Pelham
- 2000 : Peter Nigel Tripp Unwin

### XXIesiècle
- 2001 : Ron Laskey
- 2002 : Kim Nasmyth
- 2003 : Tim Hunt (1943-)
- 2004 : John Krebs (1943-)
- 2005 : Salvador Moncada (1944-)
- 2006 : Iain Campbell
- 2007 : Aaron Klug (1926-)
- 2008 : John Pickett
- 2009 : Linda Partridge (1950-)
- 2010 : Alec Jeffreys (1950-)
- 2011 : John Ellis (1946-)
- 2012 : Timothy Bliss (1940-)
- 2013 : Frances Ashcroft (1952-)
- 2014 : Brigid Hogan (1943-)
- 2015 : Nicholas Davies (1952-)
- 2016 : Enrico Coen (1957-)
- 2017 : Jonathan Ashmore (1948-)
- 2018 : Jennifer Doudna (1964-)
- 2019 : Kay Davies (1951-)
- 2020 : Edward Boyden (1979-)
- 2021 : Barry Everitt (1946-)
- 2022 : Stephen O'Rahilly (1958-) et Sadaf Farooqi
- 2023 : Ottoline Leyser (1965-)